# Benjamin Franklin, Self-Revealed
Benjamin Franklin, Self-Revealed – biografia Benjamina Franklina autorstwa Williama Cabella Bruce'a wydana w 1917 roku. Książka zdobyła Nagrodę Pulitzera dla Biografii lub Autobiografii w 1918 roku.